# Vilma Sturm
Vilma Sturm (Pseudonyme: Anne Detrois, Luise Fels, Katharina, Antoine Stahl, * 27. Oktober 1912 in Mönchengladbach; † 17. Februar 1995 in Bonn) war eine deutsche Schriftstellerin und Journalistin.

## Leben
Vilma Sturm wuchs in Mönchengladbach und ab 1917 in Berlin auf. Nachdem sie 1932 die Reifeprüfung abgelegt hatte, studierte sie an der Universität Bonn Spanisch, Französisch und Geschichte, wechselte dann zur Rechtswissenschaft und schließlich zur Philosophie. Von 1933 bis 1934 studierte sie in München Philosophie und Kunstgeschichte, brach dann jedoch angesichts der Perspektivlosigkeit einer akademischen Ausbildung im Dritten Reich ihr Studium ab und besuchte die Höhere Handelsschule in Rheydt. Ab 1935 war sie als Sekretärin, Buchhändlerin und Fremdsprachenkorrespondentin tätig. 1936 kehrte sie nach Berlin zurück, wo sie journalistische Beiträge u. a. für die „Kölnische Zeitung“ verfasste und an ersten erzählerischen Werken arbeitete. Ab 1939 lebte sie wieder in Mönchengladbach. Von 1942 bis 1944 war sie in der Truppenbetreuung der Wehrmacht tätig, anschließend zog sie sich nach Wagrain in Österreich zurück.
1946 kam ihre Tochter Christiane zur Welt, die sie alleine großzog. Ab 1946 lebte Vilma Sturm in Bullay/Mosel und war als Redakteurin beim „Rheinischen Merkur“ in Köln tätig. 1949 wechselte sie zur „Frankfurter Allgemeinen Zeitung“, für die sie als freie Mitarbeiterin und von 1959 bis 1977 als festes Redaktionsmitglied arbeitete.
Ab 1953 lebte sie in Königstein/Taunus, ab 1954 in Köln (Merlostraße). Sie machte früh auf die Umweltzerstörungen aufmerksam, schrieb und demonstrierte gegen den Vietnamkrieg und setzte sich für Fürsorgezöglinge, Obdachlose und Haftentlassene ein. 1968 gehörte die Katholikin Sturm zu den Mitbegründern des „Politischen Nachtgebets“ in Köln, und in den folgenden Jahren wurde sie zur wichtigen Stimme in der westdeutschen Friedensbewegung. Seit 1984 lebte Sturm in Bonn-Röttgen.
Vilma Sturm verfasste neben ihren journalistischen Arbeiten Romane, Erzählungen, Reiseberichte, Gedichte und Hörspiele. Während ihre ersten, im Dritten Reich erschienenen Werke noch von einer ausgesprochen nationalistischen Haltung geprägt sind, entwickelte sich die Autorin in den Nachkriegsjahren zur engagierten Vertreterin eines christlichen Humanismus, der sich auch in der Sichtweise ihrer Reportagen und Reiseberichte bemerkbar machte. Mit ihrer Tochter Christiane brachte sie 1981 einen Bildband über die Umgebung Bonns heraus.
Vilma Sturm war seit 1971 Mitglied des PEN-Zentrums der Bundesrepublik Deutschland. 1968 erhielt sie den Rheinischen Kulturpreis, 1986 den Verdienstorden des Landes Nordrhein-Westfalen sowie 1990 das Bundesverdienstkreuz 1. Klasse.

## Schriften
- Andrea – irgendwoher, Dülmen 1938
- Mädchen und Soldaten, Dülmen 1940
- Sabinchen, Dülmen i. Westf. 1940
- Häuslicher Lobgesang, Freiburg 1944
- Camilla und der Gärtner, München [u. a.] 1950
- Gabe der Liebe, Freiburg 1950
- Unterwegs am Rhein, an der Mosel und anderswo, Frankfurt a. M. 1959
- Meine lieben Flüsse, Frankfurt a. M. 1962
- Deutsche Naturparke in Wort und Bild, Stuttgart [u. a.] 1964
- Im grünen Kohlenpott, Duisburg 1965
- Aufenthalte zwischen Island und Istanbul sowie hierzulande, Frankfurt a. M. 1966
- Nordrhein-Westfalen im Farbbild, Frankfurt a. M. 1968
- Nebenbei, Frankfurt (am Main) 1972
- mit Waldemar Haberey: Bonner Bürgerhäuser, Bonn 1976
- mit Annemarie Mevissen: Am Rande der Stadt Bremen, Oberneuland, Bremen 1979
- Barfuß auf Asphalt, Köln 1981
- mit Christiane Sturm: ... und um Bonn herum, Bonn 1981
- Mühsal mit dem Frieden, Stuttgart 1982
- Alte Tage, Köln 1986
- Krankenbett, Freiburg im Breisgau [u. a.] 1988
- Achtzig Jahre Krieg und Frieden, Düsseldorf 1991
- mit Robert Häusser: Grafschaft Bentheim, Land an der Vechte, Nordhorn 1991
- Gongschläge, Frankfurt am Main 1992
- Vorne – wo ist das?, Weilerswist 1996

Übersetzungen
- Francis Joseph Sheed: Theologie für Anfänger, Düsseldorf 1964